# Уивинг, Самара
Сама́ра Уи́винг (англ. Samara Weaving; род. 23 февраля 1992[…], Аделаида) — австралийская актриса и фотомодель.

## Биография
Самара Уивинг родилась 23 февраля 1992 года в Аделаиде, Австралия. Мать Самары родом с Мальты, а её отец, Саймон Уивинг — режиссёр и профессор в Ньюкаслском университете Нового Южного Уэльса. Самара — племянница актёра Хьюго Уивинга. У Самары есть сестра Морган, также актриса. Детство Самара провела в Сингапуре, Фиджи и Индонезии. В 2004 году семья Уивинг вернулась в Австралию. Самара окончила школу Питтуотер и школу для девочек в Канберре. В школе Самара выступала в различных театральных постановках.
Самара дебютировала на телевидении в 2008 году в австралийско-британском сериале «Как гром среди ясного неба» в роли Кирстен Малруни. С 2009 по 2013 год снималась в австралийском телесериале «Домой и в путь». В 2012 году Самара получила номинацию в категории «Приз зрительских симпатий за лучшую женскую роль в телевизионной драме» на церемонии AACTA Awards. В том же году она стала лицом австралийского бренда нижнего белья Bonds. В 2013 году Уивинг появилась в фильме «Таинственный путь» вместе со своим дядей Хьюго Уивингом. В 2015 году Самара получила роль в телесериале «Эш против зловещих мертвецов». В 2016 году она снялась в фильме «Монстр-траки». В 2017 году сыграла в фильме «Три билборда на границе Эббинга, Миссури».
В 2018 году Уивинг сыграла в мини-сериале «Пикник у Висячей скалы». В 2019 году она сыграла главную роль в комедийном триллере «Я иду искать» и роль Никс в фильме «Пушки Акимбо». В 2020 году вышло ещё две картины с участием Уивинг: фильмы «Билл и Тед снова в деле» и «Снейк Айз».

## Личная жизнь
В 2019 году Уивинг обручилась с продюсером Джимми Уорденом.

## Фильмография

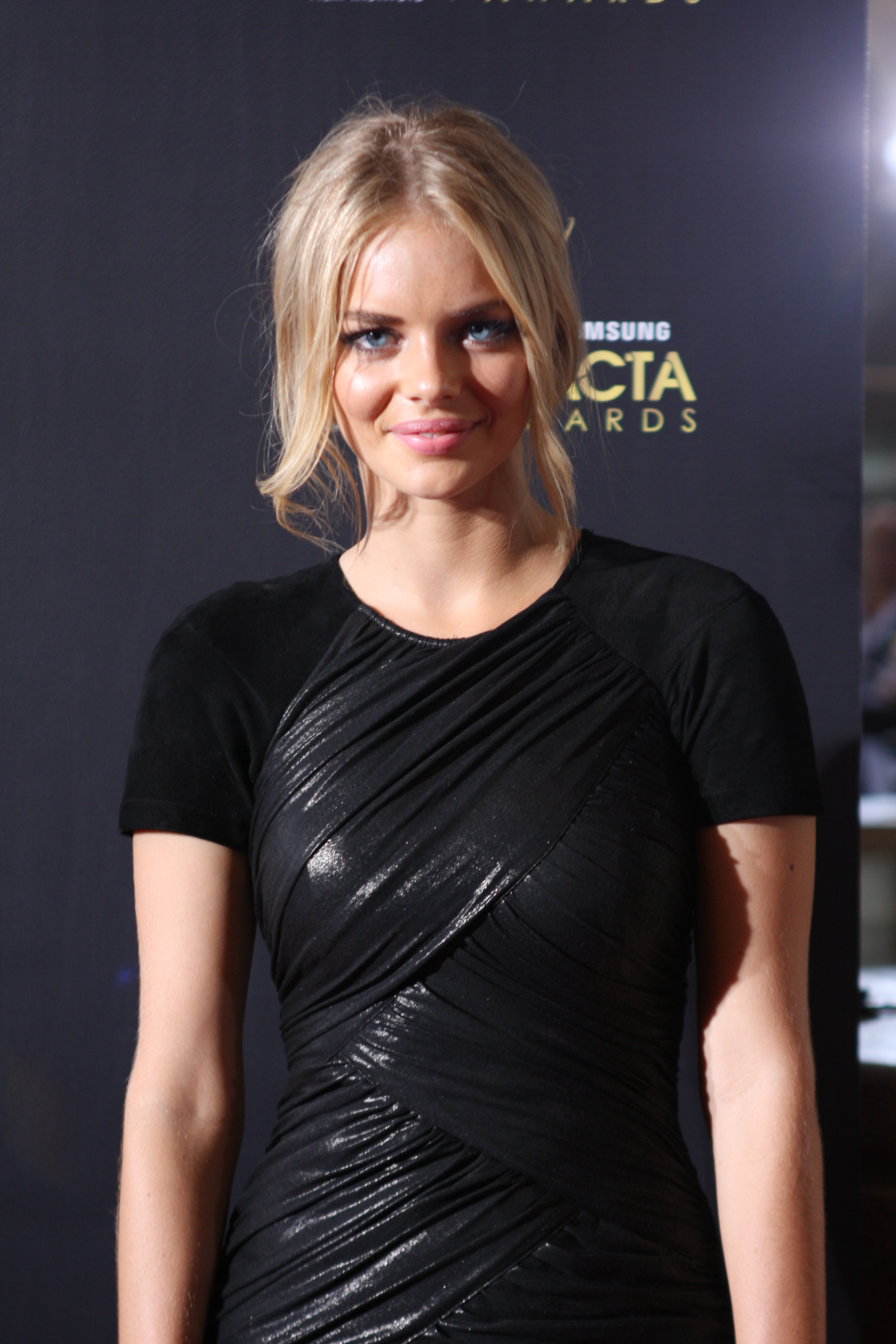
Самара Уивинг на премии AACTA в 2012 году.

| Год       |     | Русское название                         | Оригинальное название                     | Роль             |
| --------- | --- | ---------------------------------------- | ----------------------------------------- | ---------------- |
| 2008      | с   | Как гром среди ясного неба               | Out of the Blue                           | Кирстен Малруни  |
| 2009      | кор |                                          | Sprung                                    | Френ             |
| 2009      | кор |                                          | Steps                                     | девушка          |
| 2009—2013 | с   | Домой и в путь                           | Home and Away                             | Инди Уокер       |
| 2013      | ф   | Таинственный путь                        | Mystery Road                              | Пегги Роджерс    |
| 2014      | кор |                                          | Growing Young                             | Минкс            |
| 2015      | с   |                                          | Squirrel Boys                             | Келли            |
| 2015—2016 | с   | Эш против зловещих мертвецов             | Ash vs Evil Dead                          | Хизер            |
| 2016      | ф   |                                          | Bad Girl                                  | Хлои             |
| 2016      | ф   | Монстр-траки                             | Monster Trucks                            | Бриана           |
| 2017      | ф   | Погром                                   | Mayhem                                    | Мелани Кросс     |
| 2017      | ф   | Три билборда на границе Эббинга, Миссури | Three Billboards Outside Ebbing, Missouri | Пенелопа         |
| 2017      | ф   | Няня                                     | The Babysitter                            | Би               |
| 2017—2019 | с   | Мамаша                                   | SMILF                                     | Нельсон Роуз     |
| 2018      | с   | Пикник у Висячей скалы                   | Picnic at Hanging Rock                    | Ирма Леопольд    |
| 2018      | кор |                                          | He Who Has It All                         | Серена           |
| 2019      | ф   | Я иду искать                             | Ready or Not                              | Грейс            |
| 2019      | ф   | Пушки Акимбо                             | Guns Akimbo                               | Никс             |
| 2020      | мф  | 100% волк                                | 100% Wolf                                 | Бэтти            |
| 2020      | ф   | Билл и Тед                               | Bill & Ted Face the Music                 | Теа Престон      |
| 2020      | с   | Голливуд                                 | Hollywood                                 | Клэр Вуд         |
| 2020      | ф   | Момент истины                            | Last Moment of Clarity                    | Джорджия / Лорен |
| 2020      | ф   | Няня. Королева проклятых                 | The Babysitter: Killer Queen              | Би               |
| 2021      | мс  | Ничего не происходит                     | No Activity                               | Сью              |
| 2021      | ф   | G.I. Joe: Бросок кобры. Снейк Айз        | Snake Eyes: G.I. Joe Origins              | Скарлет          |
| 2021      | с   | Девять совсем незнакомых людей           | Nine Perfect Strangers                    | Джессика         |
| 2022      | ф   | Вавилон                                  | Babylon                                   | Коллин Мур       |
| 2022      | ф   | Шевалье                                  | Chevalier                                 | Мария-Жозефина   |
| 2023      | ф   | Крик 6                                   | Scream VI                                 | Лора Крейн       |
| 2024      | ф   | Тихое место: Азраэль                     | Azrael                                    | Азраэль          |
| 2026      | ф   | Я иду искать 2                           | Ready or Not 2: Here I Come               | Грейс            |

## Награды и номинации
| Год  | Награда                                        | Категория                                         | Работа                                   | Результат |
| ---- | ---------------------------------------------- | ------------------------------------------------- | ---------------------------------------- | --------- |
| 2011 | Cosmopolitan’s Fun — Fearless Female Award     | Лучшая телеактриса                                | Домой и в путь                           | Номинация |
| 2011 | Nickelodeon Australian Kids' Choice Awards     | Super Fresh Award                                 | Домой и в путь                           | Номинация |
| 2011 | AACTA Television Awards                        | Public voted awards — Лучшая актриса              | Домой и в путь                           | Номинация |
| 2013 | Equity Ensemble Awards                         | Лучший актёрский ансамбль в драматическом сериале | Домой и в путь                           | Номинация |
| 2017 | Awards Circuit Community Awards                | Лучший актёрский ансамбль                         | Три билборда на границе Эббинга, Миссури | Номинация |
| 2017 | Chicago Independent Film Critics Circle Awards | Лучший актёрский ансамбль                         | Три билборда на границе Эббинга, Миссури | Победа    |
| 2018 | Gold Derby Awards                              | Лучший актёрский ансамбль                         | Три билборда на границе Эббинга, Миссури | Победа    |
| 2018 | Online Film & Television Association Award     | Лучший актёрский ансамбль                         | Три билборда на границе Эббинга, Миссури | Победа    |
| 2018 | Премия Гильдии киноактёров США                 | Лучший актёрский ансамбль                         | Три билборда на границе Эббинга, Миссури | Победа    |
| 2018 | Кинокритики Австралии                          | Лучшая актриса                                    | Bad Girl                                 | Номинация |